# Guillaume Poyet

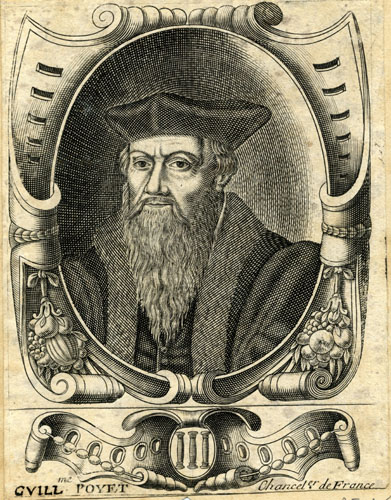
Guillaume Poyet, Anonym, 19. Jahrhundert

Guillaume Poyet (* 1473 in Angers; † April 1548 in Paris) war ein französischer Magistrat und Rechtsanwalt. Er war von 1538 bis 1545 Kanzler von Frankreich.

## Leben
Guillaume Poyet ist der Sohn von Guy Poyet († 1509), Schöffe in Angers, Marguerite Hellaud. Sein älterer Bruder ist Pierre Poyet, Bürgermeister von Angers und Berater des Königs. Guillaume war Magistrat und in Angers und Paris praktizierender Anwalt.
Er wurde 1521 von Luise von Savoyen, der Mutter des Königs Franz I., beauftragt, ihre Rechte gegenüber Charles III., Herzog von Bourbon, zu vertreten.
Der Einfluss von Luise von Savoyen und der des neuen Connétable Anne de Montmorency begünstigten Poyets Karriere: Nachdem er die Posten des Generalanwalts (1530) und des Président à mortier des Parlement de Paris (1534) erhalten hatte, wurde er am 12. November 1538 zum Kanzler von Frankreich ernannt.
Poyet übernahm damit die Verantwortung für das Edikt von Villers-Cotterêts (1539, genauer Titel: Ordonnance générale sur le fait de la justice, police et finances), das nach seinem Verfasser lange Zeit Guillemine oder Guilelmine genannt wurde. Diese Verordnung ordnete Tauf- und Sterberegister an und erklärte vor allem die ausschließliche Verwendung der französischen Sprache in allen rechtlichen Verfahren.
Im Konflikt um den Einfluss am Hof von Franz I. zwischen dem Konnetabel Anne de Montmorency und dem Admiral Philippe Chabot, beides Jugendgefährten des Königs, arbeitete Guillaume Poyet für die Interessen des Connétable. Er leitete die Sonderkommission, die den Admiral am 8. Februar 1541 seiner Würden und Ämter enthob. Im Juli 1541 wurde Montmorency jedoch unter dem Einfluss der Herzogin von Etampes, die Chabot protegierte und den Connétable hasste, aufgefordert, den Hof zu verlassen. Im Jahr 1542 erhielt Chabot seine Würden, seine Stellung und seinen Einfluss zurück.
Die Rückkehr des Admirals führte zum Sturz von Guillaume Poyet, obwohl dieser sich in der Zwischenzeit, um seine Position zu retten, auch vom Connétable abgesetzt hatte, und dessen Partei nichts unternahm, um ihn zu retten. Am 2. August 1542 wurde Poyet wegen Unterschlagung verhaftet, in Bourges eingesperrt und später in die Bastille gebracht. Der Prozess, der 1544 eröffnet wurde, führte im April 1545 zu einer Verurteilung: Poyet musste eine hohe Geldstrafe zahlen und wurde am 23. April 1545 seines Amtes enthoben. Seine Burg Le Coudray-Montpensier, die er von Suzanne de Bourbon († 1531), der Tochter von Louis de Bourbon-Roussillon erworben hatte, wurde – wie auch seine Papiere – von Franz I. beschlagnahmt, der sie an seinen Berater Jean d’Escoubleau weitergab. Dennoch schaffte Guillaume Poyet es, etwas mehr als die im Urteil geforderte Summe von 100.000 Livres aufzubringen und wurde dank einer Lettre de rémission von König Franz I. vom 27. Juni 1545 dann wieder freigelassen.
Er starb am 27. April 1548 in seinem Haus in Paris.
Guillaume Poyet hatte einen Sohn, René Poyet, einen in Saumur nachgewiesenen Calvinisten, der in Genf in den Ideen der Reformation ausgebildet wurde. Er kehrte in das Anjou zurück, um den neuen Glauben zu predigen, wurde verhaftet, verurteilt und 1552 in Saumur bei lebendigem Leib verbrannt.

## Die Papiere Guillaume Poyets
Die Menge und Vielfalt der bei Guillaume Poyet beschlagnahmten Papiere „sind ein Spiegelbild der Bedeutung seiner Aufgaben: nicht weniger als zweihundertzehn Säcke oder Bündel mit Dokumenten, die sowohl die Justiz als auch die Diplomatie, die Finanzen als auch die Wirtschaft betrafen“.
Diese Papiere, oder zumindest ein Teil von ihnen, wurden von zwei Maîtres des requêtes beschlagnahmt und in den Trésor des chartes eingezahlt. Sie werden heute in den Nationalarchiven (J//963 bis J//968) aufbewahrt. Dort finden sich zahlreiche Dokumente, die  auch zu Poyets Vorgängern Antoine Duprat und Antoine du Bourg von Interesse sind.